# Castelvenere (Buie)
Castelvenere (in croato e sloveno Kaštel, talvolta anche in sloveno Castelvenere) è una frazione di Buie di 653 abitanti sulle colline del Dragogna al confine tra Slovenia e Croazia.
Pur appartenendo al comune di Buie è sempre stata legata a Pirano.

## Geografia fisica
Il territorio fa parte del Buiese, e sorge a 123 m.s.m. Il clima è di tipo subcontinentale, caratterizzato da estati calde e soleggiate ma abbastanza ventilate ed inverni complessivamente miti.

## Origini del nome
Il nome Castelvenere potrebbe derivare da un antico tempio dedicato a Venere o dal toponimo celtico Vena (ovvero "rupe"): l'antico castello, così come gli antecedenti castellieri preistorici, sorge, infatti, su uno sperone roccioso che domina la Valle del Dragogna. Da Vena, potrebbe, quindi, discendere Castello della Vena, che poi si è tramutato in Castelvenere.

## Storia

### Storia antica
Già abitato in epoca preistorica come castelliere, ebbe in epoca romana il nome di Castrum Veneris.

Dopo la caduta dell'Impero romano d'Occidente, e la parentesi del Regno ostrogoto fino al 539, in Istria si insediarono i bizantini che in seguito subirono la penetrazione temporanea nella penisola dei Longobardi. Dopo una parentesi di dominazione longobarda dal 751 ad opera del loro re Astolfo, l'Istria tornò in mano bizantine dal 774.
Nel 788 Carlo Magno, re dei Franchi, occupò l'Istria inglobandola nel Regnum Italiae affidato da Carlo al figlio Pipino; nell'803 venne istituita la Marchia Austriae et Italiae che comprendeva il Friuli, la Carinzia, la Carniola e l'Istria. Alla morte di Pipino nell'810, il territorio passò in mano al figlio Bernardo.
Con la morte di Carlo Magno nell'814 la carica imperiale passò a Ludovico I che affidò il Regno d'Italia al suo primogenito Lotario, il quale già nell'828 (dopo aver deposto Baldrico per non aver saputo difendere le frontiere orientali dagli Slavi) divise la parte orientale del Regno, ossia la Marca Orientale (o del Friuli), in quattro contee: Verona, Friuli, Carniola e Istria (comprendente il Carso e parte della Carniola interna).
In seguito al Trattato di Verdun, nell'843, il suo territorio entrò a far parte della Lotaringia poi assegnate al marchese Eberardo a cui succedettero prima il figlio Urnico e poi l'altro figlio Berengario.

### Nel Principato di Aquileia e nella Serenissima
Cessato il dominio franco con la deposizione di Carlo il Grosso, Berengario, divenuto re d'Italia, passò il marchesato aquileiese al suo vassallo Vilfredo che venne poi nell'895 da lui nominato marchese del Friuli e dell'Istria.
Nel 952 l'imperatore Ottone I obbligò il re d'Italia Berengario II a rinunciare alle contee “Friuli et Istria”, unendole al Impero romano-germanico e subordinandole al ducato di Baviera tenuto dal suo fratellastro Enrico I a cui successe il figlio Enrico II.
Nel 976 passò al Ducato di Carinzia appena costituito dall'imperatore Ottone II.
Nel 1040, dopo la morte l'anno prima di Corrado II, Enrico III di Franconia fece dell'Istria una marca a sé, per dare a questa provincia un'organizzazione più adatta alla difesa e per indebolire i duchi di Carinzia, ai quali l'Istria era sottomessa. La nuova marca istriana divenne così “provincia immediata e feudo diretto dell'Impero”, L'autorità marchionale della nuova Marchia et Comitatus Histriae venne pertanto conferita dall'imperatore al conte/marchese Volrico od Urlico I della casa Weimar – Orlamünde.

Nel 1064 o 1071, Artuico de Castro, burgravio di Pirano, cedette Castelvenere al sopraccitato marchese.
Nel 1077 l'imperatore Enrico IV costituì il Principato ecclesiastico di Aquileia che ebbe influenza, mediante apposito diploma emesso lo stesso anno, anche sulla marca di Carniola e sulla contea dell'Istria.
Nel 1102 il marchese d'Istria donò il castello alla chiesa aquileiese; Castelvenere per la sua posizione fu destinata a centro amministrativo dell'Istria settentrionale, al quale venne preposto un gastaldo.
Nel 1173 la chiesa di Pirano ebbe in dono, dal vescovo capodistriano Vernardo, il quartese ecclesiastico sulle decime del villaggio.
Nel 1210 il gastaldo Dietrico dovette difendere il castello dai Piranesi, i quali volevano impadronirsene e quindi poi estendere il loro domino alla valle del Dragogna.
Nel 1232 il patriarca Bertoldo ordinò agli abitanti di Castelvenere di presentarsi, ad un suo richiamo, a cavallo e con un altro soldato a fianco, pena la perdita dei propria averi. I patriarchi ebbero inoltre qui una loro residenza ove si recavano a villeggiare, a rimuovere o concedere infeudazioni, ma anche a riscuotere personalmente le decime.
Essa fu governata nella prima metà del XIII secolo dal conte Leonardo d’Arcano, friulano e marchese d'Istria che si distinse contro alcune masnade slave che erano scese dalla Cicceria, le quali portarono devastazioni e lutti.
Nel XIII secolo i patriarchi, alleati dei Triestini e del conte d'Istria, ingaggiarono varie guerre con i Veneziani causa le mal sopportate dedizioni a Venezia delle cittadine costiere istriane. I patriarchi formarono a Castelvenere il principale punto d'appoggio del loro dominio nell'Istria settentrionale, per contrastare ed ostacolare la penetrazione veneziana.
Nel 1286 il conte di Gorizia e Pisino, Alberto II, con l'aiuto di un contingente di Capodistriani, Isolani e Piranesi che combattevano contro il patriarca, distrussero in parte il castello di Castelvenere che impediva la libera circolazione delle merci dalla costa verso l'interno.
Il castello venne nel 1274 affidato dal patriarca Gregorio ad un certo Federico.
Con la pace del 1281 i Goriziani e gli Aquileiesi ridivennero alleati e ripresero a guerreggiare contro i Veneziani. Dopo che Castelvenere venne occupata dai Veneziani durante la guerra, la successiva pace di Treviso (1291, che affidava Capodistria e la fascia costiera occidentale istriana alla crescente potenza della Serenissima), il suo territorio venne riaffidato al patriarca.
Nel 1300 un accordo tra il patriarca Pietro Gera e il doge veneto stabilì che a Castelvenere non doveva essere più costruito alcun fortilizio.
I patriarchi non ricostruirono il castello e spostarono a Pinguente la sede amministrativa del marchesato per la parte settentrionale, ma la rocca rimase per lungo tempo uno dei baluardi della podestà temporale d'Aquileia.

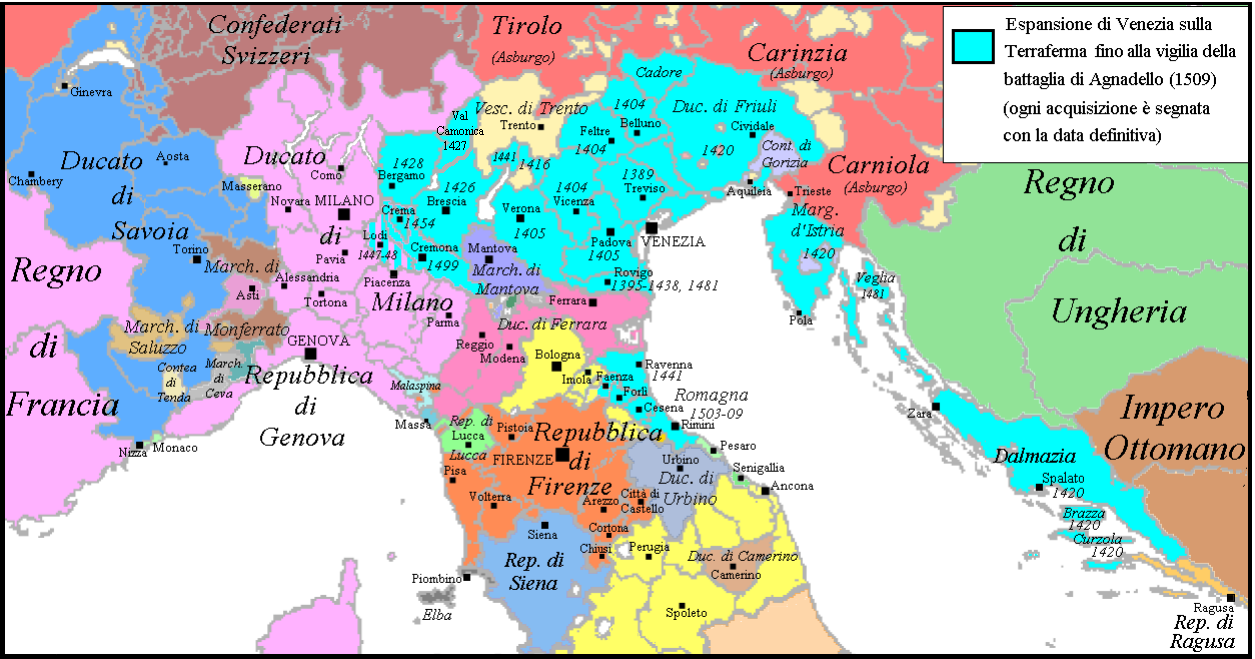
In azzurro i possedimenti di Venezia

Nel 1307 le scaramucce tra le due potenze sfociarono durante le ostilità tra Buie e Pirano, quando il veneziano Giovanni Zeno assalì Castelvenere distruggendone parti delle mura. Nel 1310 i Veneziani, sempre guidati dal Zeno, incendiarono Castelvenere, dominio, assieme alla vicina Buie, dei Patriarchi.
Venne dato in feudo nel 1329 a un certo Pietro di Castelvenere da parte del patriarca Pagano della Torre; nel 1398 venne affidato dai patriarchi al nobile veneziano Francesco Marcello (il paese era già da tempo di fatto occupato dai Veneziani) il quale si vantò di aver preservato il castello ai patriarchi togliendolo ai Piranesi, ma l'anno seguente, per la protesta degli stessi il nobile dovette rinunciare al feudo. I Buiesi, sudditi patriarchini, occuparono il villaggio ma, dopo una breve lotta, vennero scacciati dai Piranesi. 
Il 1420 segnò la fine del potere temporale dei patriarchi e Castelvenere divenne definitivamente possesso veneziano.
Le liti tra Buiesi e Piranesi per il possesso di Castelvenere continuarono fino al 1463 dopo di che la rocca fu assegnata definitivamente dal Senato veneto a Pirano.

### Nell'Impero Austro-Ungarico
Caduta la Serenissima, passò, sotto dominio austriaco, al comune di Buie nel 1804. Con la Pace di Presburgo seguì il destino degli ex possedimenti veneziani entrando per un breve periodo nel Regno d'Italia napoleonico.
Col Trattato di Schönbrunn del 1809 entrò a far parte delle Province Illiriche per entrare poi in mano austriaca col Congresso di Vienna nel 1815 nel Regno d'Illiria come comune autonomo (comprendente anche gli attuali insediamenti di Caldania, Madonna del Carso, Plovania, Scudelin dell'attuale comune di Buie), nel distretto di Pirano ed in seguito sotto il profilo amministrativo al Litorale austriaco nel 1849 come frazione del comune di Pirano.

### Castelvenere italiana, l'occupazione nazista e l'annessione alla Jugoslavia

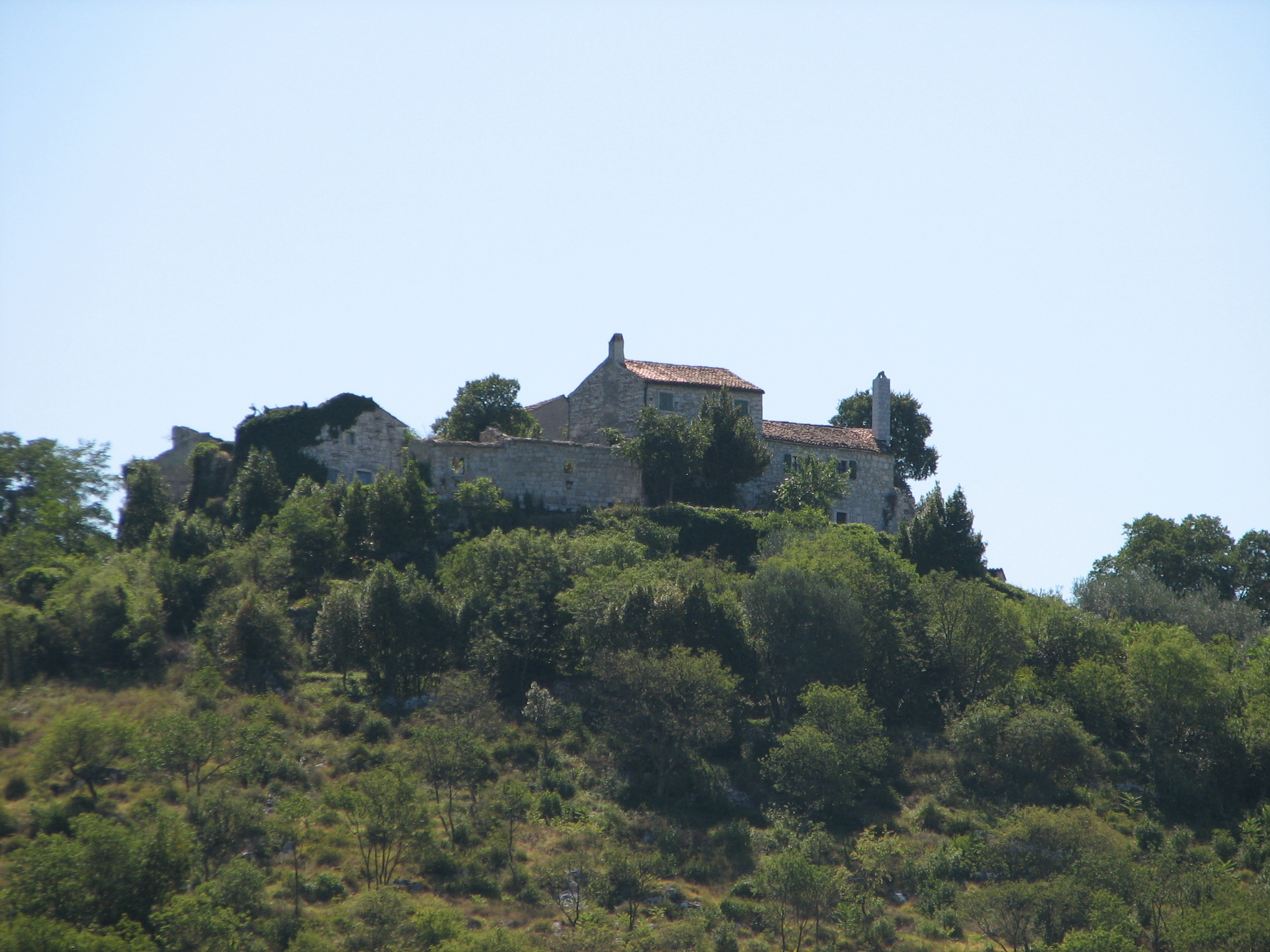
Foto attuale di Castelvenere

Dopo la prima guerra mondiale, con l'annessione all'Italia, rimase nel comune di Pirano nella Provincia dell'Istria.
Fu soggetto alla Zona d'operazioni del Litorale adriatico (OZAK) tra il settembre 1943 e il maggio 1945. Fin dal giugno 1945, trovandosi a sud della Linea Morgan, entrò nella zona ad amministrazione jugoslava della Venezia Giulia e a seguito del Trattato di Parigi nel 1947 della zona B del Territorio Libero di Trieste; a seguito del Memorandum di Londra, dal 1954 entrò definitivamente a far parte della Jugoslavia; dal 1991 fa parte della Croazia come posto di confine con la Slovenia.

Nel 1954 la popolazione era per il 65,3% italiana e per il 34,7% croata.

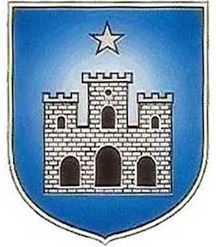
Stemma di Castelvenere

### Stemma
Lo stemma è uno scudo gotico di colore blu, con in mezzo un castello con tre torri di colore grigio. Sopra al castello c'è la Stella d'Italia in bianco.

## Monumenti e luoghi d'interesse
- La necropoli di Castelvenere, che ha portato alla luce vari reperti oggi conservati nei musei di Trieste, Vienna e Pola. Vennero scoperte 24 urne cinerarie poste all'interno delle fessure delle rocce e protette da alcune lastre in pietra; vennero ritrovate fusiaiole, orecchini, fibule, aghi, anelli, bracciali e ceramiche di vario genere. La necropoli è stata datata tra il V e il IV secolo a.C.[8]
- Nei pressi di Caldania a San Pietro di Montrino (Fratrija) nel IX secolo venne fondato il monastero benedettino di San Pietro e San Nicola[9][10] inserito nei possedimenti istriani del Patriarcato di Aquileia. Nel 1133 passò alle dipendenze del monastero di San Nicolò al Lido di Venezia, ma a partire dal XIV secolo iniziò la sua decadenza. Nel 1770 anche qui subentrarono i frati francescani dediti soprattutto all'agricoltura. In seguito alla sua soppressione la chiesa, il monastero e gli altri edifici diventarono una borgata privata e dove trova posto un rinomato ristorante di specialità locali.

## Società

### Evoluzione demografica
Abitanti censiti

Il censimento austriaco del 1910 registrava nel comune catastale di Castelvenere (comprendente anche le località vicine) 1 245 abitanti, dei quali 812 italiani, 362 sloveni e 71 serbocroati .

### Etnie
|                |                |  |        |        |
| -------------- | -------------- |  | ------ | ------ |
| Italiani       | Italiani       |  | 32,31% | 32,31% |
| Croati         | Croati         |  | 28,80% | 28,80% |
| Istriani       | Istriani       |  | 13,14% | 13,14% |
| Sloveni        | Sloveni        |  | 15,69% | 15,69% |
| Bosniaci       | Bosniaci       |  | 2,81%  | 2,81%  |
| Ungheresi      | Ungheresi      |  | 0,70%  | 0,70%  |
| Macedoni       | Macedoni       |  | 0,46%  | 0,46%  |
| Albanesi       | Albanesi       |  | 0,23%  | 0,23%  |
| Non dichiarati | Non dichiarati |  | 1,40%  | 1,40%  |

## Manifestazioni locali
La manifestazione più importante è la Sparisada, dedicata all'asparago istriano.
Altro prodotto tipico è il tartufo.